# 니키 헤이든

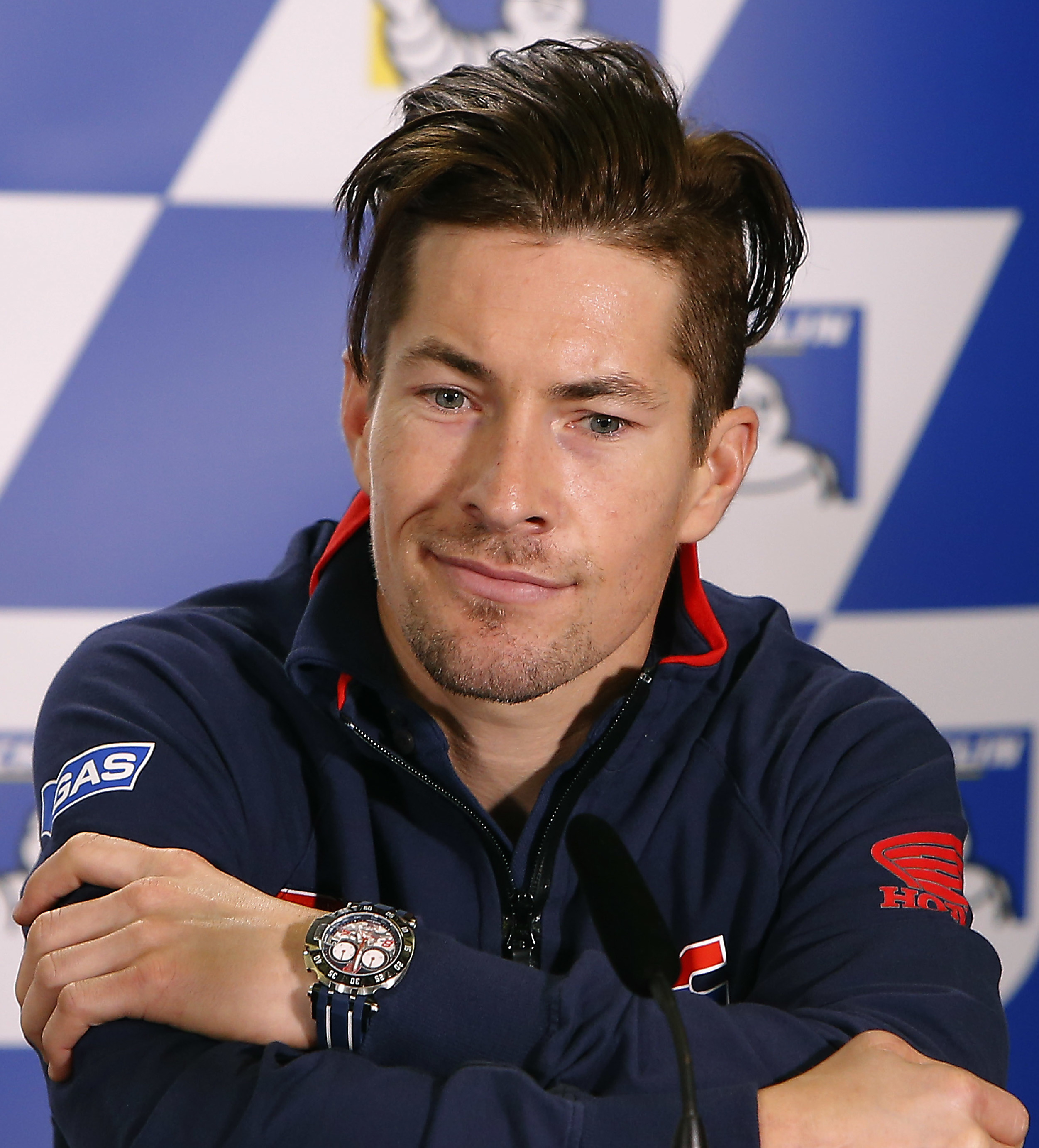
2016년 모습

니키 헤이든(Nicky Hayden, 본명: 니콜라스 패트릭 헤이든, Nicholas Patrick Hayden, 1981년 7월 30일 ~ 2017년 5월 22일)은 "더 켄터키 키드"(The Kentucky Kid)라는 별명을 갖고 있으며 2006년 모토GP 월드 챔피언십에서 우승한 미국의 프로 오토바이 경주자였다. 헤이든은 어린 나이에 오토바이 경주를 시작했다. CMRA에서 로드 레이싱 경력을 시작한 후 AMA 슈퍼스포츠 챔피언십과 AMA 슈퍼바이크 챔피언십에 진출했다. 2002년에 AMA 타이틀을 획득했다.
헤이든은 레스폴 혼다에서의 첫 2시즌 동안 4개의 시상대만 획득하면서 대체로 엇갈린 결과를 보였다. 그 후 그는 2005년 시즌에 라구나 세카(Laguna Seca)에서 첫 그랑프리 우승을 기록하고 시즌이 끝날 때 순위에서 3위를 차지하며 반등했다. 다음 해인 2006년은 헤이든이 2006 모토GP 세계 타이틀을 획득하여 발렌티노 로시의 5년 연속 기록을 깨고 모터사이클 경주에서 최고의 해가 되었다. 그는 2009년에 두카티(Ducati)로 이적하기 전에 혼다에서 두 시즌 더 머물렀고, 2009년에 두카티로 이적했다. 헤이든은 두카티에서 5년 동안 크게 성공하지 못한 시즌을 보냈으며, 그의 가장 높은 챔피언십 순위는 2010년에 7위였다. 이후 그는 2014년에 혼다 아스파(Honda Aspar) 팀으로 이적했다. 그는 두 시즌 동안 경주했다.
2017년 5월 17일, 헤이든은 이탈리아에서 자전거를 타던 중 한 운전자에게 치였다. 그는 외상성 뇌 손상을 입었고 지역 병원에서 5일 만에 사망했다. 헤이든은 사후 2018년 AMA 모터사이클 명예의 전당에 헌액되었다.

## 같이 보기
- 모터사이클 그랑프리